# Channel Service Unit/Data Service Unit
Ein Channel Service Unit/Data Service Unit (CSU/DSU) ist eine Hardware-Komponente, die in etwa die Größe eines externen Modems hat und eine ähnliche Funktion erfüllt wie ein Modem: Modems bereiten Datenpakete so auf, dass sie für den Transport über analoge Telefonverbindungen geeignet sind. Eine CSU/DSU sorgt demgegenüber für die Anpassung von Datenpaketen an digitale WAN-Verbindungen, wie Frame Relay, Primärmultiplex oder T1.
Als Beispiel für die Verwendung einer CSU/DSU kann man eine Firma heranziehen, die einen eigenen Web-Server betreibt und eine digitale Verbindung gemietet hat (zum Beispiel eine T1-Verbindung). Die Firma ist mit einem Telekommunikationsdienstleister oder mit dem Gateway eines Internet-Service-Providers verbunden. Bei einer Konstellation dieser Art muss es sowohl auf der Seite der Firma als auch bei der Telefongesellschaft oder dem Gateway eine CSU/DSU geben.
Bei einer CSU/DSU handelt es sich um zwei Geräte in einem: 

## Channel Service Unit (CSU)
Die CSU bildet eine Barriere für elektrische Interferenzen von beiden Seiten der Verbindung. Sie sorgt dafür, dass Fehlfunktionen der DSU verhindert werden und ist außerdem für Pufferung und Flusskontrolle zuständig. 
Die CSU bietet Diagnose-Möglichkeiten und macht es möglich, dass die Verbindung aus der Entfernung mittels Loopback-Signalen getestet wird.

## Data Service Unit (DSU)
Die DSU kümmert sich um Zeitfehler und Signal-Auffrischung. Sie konvertiert den Input und den Output zwischen RS-232C-, RS-449- oder V.xx-Frames, die aus dem LAN kommen und DSX-Frames, die für das Time-Division Multiplex-Verfahren (TDM) auf einer T-1 Verbindung vorgesehen sind.

## Varianten
Die CSU und die DSU werden als separate Produkte hergestellt, können aber auch Teil einer T1-WAN-Karte sein. Bei den meisten Geräte-Varianten befinden sich DSU und CSU im selben Gehäuse. Die DSU kann allerdings auch in einen Multiplexer eingebaut sein, also in ein Gerät, das verwendet wird, um digitale Signale für Highspeed-Verbindungen zusammenzuführen.
Eine CSU/DSU wird häufig an einen Router angeschlossen.